# Rafael Leitão
Rafael Duailibe Leitão (* 28. Dezember 1979 in São Luís) ist ein brasilianischer Schachspieler.

## Leben

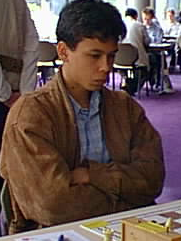
Leitão, Dortmund 1998

Sein bislang größter Erfolg war der Jugendweltmeistertitel der U-18 im Jahre 1996. Darüber hinaus war er in den Jahren 2004, 2011, 2013 und 2014 Meister von Brasilien.
Im Jahr 1998 erhielt er den Großmeistertitel. Er holte 6,5 Punkte aus 11 Partien im Open A der Dortmunder Schachtage 1998.
Leitão nahm viermal am Schach-Weltpokal teil (2005, 2007, 2009 und 2013), sein bestes Ergebnis hierbei war das Erreichen der zweiten Runde 2005 und 2013.
Mit der brasilianischen Nationalmannschaft nahm Leitão an den Schacholympiaden 1996, 2000, 2002, 2006, 2010, 2012 und 2014 teil und erreichte 2006 das zweitbeste Einzelergebnis am dritten Brett. Außerdem beteiligte er sich mit Brasilien an der Mannschaftsweltmeisterschaft 2010 und den panamerikanischen Mannschaftsmeisterschaften 2003 und 2009. Er gewann mit Brasilien die panamerikanische Mannschaftsmeisterschaft 2009 und erreichte sowohl 2003 als auch 2009 jeweils am zweiten Brett das beste Einzelergebnis.
Im Dezember 2019 führte er die brasilianische Elo-Rangliste an.
Leitão spielt auch Fernschach und trägt seit 2012 den Titel Fernschach-Großmeister.
| Hier fehlt eine Grafik, die leider im Moment aus technischen Gründen nicht angezeigt werden kann. Wir arbeiten daran! |